# Santa Croce, Firenze
Basilica di Santa Croce (Helligkorskirken) er den vigtigste franciskanerkirke i Firenze, Italien, og en mindre basilika i den romerskkatolske kirke. Den ligger på Piazza di Santa Croce, omkring 800 meter sydøst for domkirken. Stedet som først blev valgt, var i marsken uden for byens mure. Det er begravelsessted for nogle af de mest berømte italienere, såsom Michelangelo, Galileo, Machiavelli, digteren Foscolo, filosoffen Gentile og komponisten Rossini, og dermed er det også kendt som Templet for de italienske Herligheder (Tempio dell'Itale Glorie).

## Bygning
Basilikaen er den største franciscanerkirke i verden. Dens mest bemærkelsesværdige træk er dens seksten kapeller og dens gravsteder og kenotafer. Mange af dem er dekoreret med fresker af Giotto og hans elever.
Legenden siger, at Santa Croce blev grundlagt af Frans af Assisi selv. Opførelsen af den nuværende kirke, der skulle erstatte en ældre bygning, blev påbegyndt 12. maj 1294, muligvis af Arnolfo di Cambio, og betalt af nogle af byens rigeste familier. Det blev indviet i 1442 af pave Eugen IV.
Grundplanen er et egyptisk eller tau-kors (et symbol på Frans af Assisi), der er 115 meter i længden med et skib og to sideskibe, adskilt af linjer af ottekantede søjler. Syd for kirken var et kloster, hvoraf nogle bygninger er bevaret.
Primo Chiostro, det vigtigste kloster, huser Cappella dei Pazzi, der er bygget til kapitelsal (afsluttet i 1470'erne). Filippo Brunelleschi (der havde designet og udført kuplen på domkirken) var involveret i dets design, som er forblevet meget enkelt og usminket.
I 1560 blev lectorium fjernet som en del af de ændringer, der fulgte af modreformation, og det indre blev genopbygget af Giorgio Vasari. Som et resultat af, at der var skader på kirkens udsmykning, og de fleste af de altre, der tidligere er beliggende på lectorium var gået tabt.
Klokketårnet blev bygget i 1842 og erstattede da et tidligere tårn, som var blevet beskadiget ved lynnedslag. Den nygotiske marmorfacade dateres til 1857-1863. Den jødiske arkitekt Niccolo Matas fra Ancona, der har designet kirkens facade, indarbejdede en fremtrædende davidsstjerne. Matas havde ønsket at blive begravet sammen med sine kammerater, men fordi han var jødisk, blev han begravet under dørtærsklen og hædret med en inskription.
I 1866 blev området offentlig ejendom som en del af regeringens undertrykkelse af de fleste religiøse bygninger efter de italienske uafhængigheds- og samlingskrige.
Museo dell'opera di Santa Croce ligger primært i refektoriet uden for klosteret. Et monument for Florence Nightingale står i klosteret, i den by, hvor hun var født, og som hun var opkaldt efter. Brunelleschi byggede også det indre kloster, der blev færdig i 1453.
I 1966 oversvømmede Arno-floden meget af Firenze, herunder Santa Croce. Vandet kom ind i kirken og bragte mudder, forurening og fyringsolie ind. Skaderne på bygninger og kunstskatte var så alvorlig, at det tog flere årtier at reparere.
I dag huser den tidligere sovesal for Franciskanermunkene Scuola del Cuoio (Læderskolen). De besøgende kan se håndværkere fremstille punge, tegnebøger og andre læder varer, som sælges i den tilstødende butik.

### Renovering
Basilikaen har været igennem en mangeårig restaurering med bistand fra nationale myndigheder. Den 20. oktober 2017 blev bygningen lukket for besøgende på grund af nedfaldende murværk, der dræbte en spansk turist. Basilikaen vil være lukket på ubestemt tid, mens der foretages en undersøgelse af stabiliteten af kirken. Det italienske Ministerium for Kultur har meddelt, at "der vil bliver foretaget en undersøgelse af dommere for at forstå, hvordan denne dramatiske hændelse skete, og om der kan placeres et ansvar for vedligeholdelsen."

## Kunst
Kunstnere, hvis arbejde er til stede i kirken, omfatter:
- Benedetto da Maiano (prædikestol; døre til Cappella dei Pazzi, med sin broder Giuliano)
- Antonio Canova (Alfieris monument)
- Cimabue (Korsfæstelsen, alvorligt beskadiget af oversvømmelsen 1966; nu placeret i refektoriet)
- Andrea della Robbia (altertavle i Cappella Medici)
- Luca della Robbia (dekoration af Cappella dei Pazzi)
- Desiderio da Settignano (Marsuppinis grav; frise i Cappella dei Pazzi)
- Donatello (relief af Bebudelsen på den sydlige væg; krucifiks i venstre Cappella-Barde; St. Louis i Toulouse i spisesalen, der oprindeligt er lavet til Orsanmichele)
- Agnolo Gaddi (kalkmalerier i Castellani-kapellet og kor; glasmosaik i koret)
- Taddeo Gaddi (kalkmalerier i Baroncelli-kapellet; Korsfæstelsen i sakristiet; Den sidste nadver i spisesalen, som hans bedste arbejde)
- Giotto (kalkmalerier i Cappella Peruzzi og højre Cappella-Barde; eventuelt Kroningen af Jomfru, altertavle i Baroncelli-kapellet, der også tilskrives Taddeo Gaddi)
- Giovanni da Milano (kalkmalerier i Cappella Rinuccini) med scener af jomfru Marias og Magdalenes liv
- Maso di Banco (kalkmalerier i Cappella-Barde di Vernio), der skildrer Scener fra livet i St. Sylvester (1335-1338).
- Henry Moore (statue af en kriger i Primo Chiostro)
- Andrea Orcagna (kalkmalerier, der stort set forsvandt under Vasaris ombygning, men nogle fragmenter findes i refektoriet)
- Rossellino, Antonio (relief af Madonna del Latte (1478) i det sydlige sideskib)
- Bernardo Rossellino (Brunis grav)
- Santi di Tito (Nadver ved Emmaus og Opstandelse, altertavler i det nordlige sideskib)
- Giorgio Vasari (Michelangelos grav) med skulptur af Valerio Cioli, Iovanni Bandini, og Battista Lorenzi. Vejen til Golgata malet af Vasari.[10]
- Domenico Veneziano (SS John og Francis i refektoriet)

En altertavle af Lorenzo di Niccolò fra kirkens Medici-kapel deles nu imellem de Florentinske Gallerier og Bagatti Valsecchi-museet i Milano.

## Begravelsesmonumenter
Basilikaen blev populær hos florentinerne som et sted for tilbedelse og mæcenater, og det blev sædvanligt for højtstående florentinere at blive begravet eller mindet der. Nogle var i kapeller "ejet" af velhavende familier som Bardi og Peruzzi. Som tiden gik, blev der også givet plads til bemærkelsesværdige italienere andre steder fra. I 500 år blev der opført monumenter i kirken, herunder til:
- Leon Battista Alberti (arkitekt og kunstnerisk teoretiker fra 1400-tallet)
- Vittorio Alfieri (digter og dramatiker fra 1700-tallet)
- Eugenio Barsanti (med opfinder af forbrændingsmotoren)
- Lorenzo Bartolini (billedhugger fra 1800-tallet)
- Julie Clary, Joseph Bonapartes kone og deres datter Charlotte Napoléone Bonaparte
- Leonardo Da Vinci (mindesmærke, han blev begravet i Château d'Amboise i Frankrig)
- Leonardo Bruni (kansler for republikken, humanist og historiker fra 1400-tallet)
- Dante (begravet i Ravenna)
- Ugo Foscolo (digter fra 1800-tallet)
- Galileo Galilei
- Giovanni Gentile (filosof fra 1900-tallet)
- Lorenzo Ghiberti (kunstner og bronzesmed)
- Niccolò Machiavelli af Innocenzo Spinazzi
- Carlo Marsuppini (kansler for republikken Firenze fra 1400-tallet)
- Michelangelo Buonarroti
- Raffaello Morghen (gravør fra 1800-tallet)
- Gioachino Rossini af Giuseppe Cassioli
- Louise of Stolberg-Gedern (hustru til Charles Edward Stuart (kaldet 'Bonnie Prince Charlie')
- Guglielmo Marconi (begravet på hans fødested ved Sasso Marconi, nær Bologna)
- Enrico Fermi (kernefysiker, begravet i Chicago, Illinois)